# 斉藤庄子
斉藤 庄子（さいとう しょうこ、1963年1月22日 - ）は、日本の元声優。青森県青森市出身。

## 人物
1990年代前半まで活動していた。
特技はピアノ。趣味はキーボード演奏、レコード鑑賞。

## 後任
斉藤の降板後、持ち役を引き継いだ人物は以下の通り。
- 萩森侚子 - 『クレヨンしんちゃん』：ネネちゃんのママ（桜田もえ子）

## 出演

### テレビアニメ
- ビックリマン（1987年、コンピュータの声）
- シティーハンター2（1988年、芹沢綾子）
- 笑ゥせぇるすまん（1989年）
- 美味しんぼ（1990年、コンパニオン）
- 21エモン（1991年、リップロボ、職員、メイド、オリオンの案内、アナウンス、スチュワーデス、図書館員、ロボットガール、ガイド、ガイドロボ、係員、ギャル、女オートマ星人A、警官B、無線の声A）
- YAWARA!（1991年 - 1992年、マリリン）
- クレヨンしんちゃん（1992年 - 1994年、ネネちゃんのママ〈初代〉、双葉歯科の医師）
- コボちゃん（1993年）
- シティーハンター グッド・バイ・ マイ・スイート・ハート（1997年、歌劇団員D）

### 劇場アニメ
- 21エモン　宇宙いけ!裸足のプリンセス（1992年、マヌカンロボット）

### ゲーム
- YAWARA!2（1994年）

### ドラマCD
- 集英社カセットブック ジョジョの奇妙な冒険 第3巻 DIOの世界の巻（1993年、スージーQ）

### ナレーション
- パラダイスGoGo!!（1989年）